# 歌の祭典
『歌の祭典』（うたのさいてん）は、1965年9月4日から1966年3月26日までTBS系列局で放送されていたTBS製作の歌謡番組である。放送時間は毎週土曜 19:00 - 19:30 （日本標準時）。

## 概要
毎回公会堂に観客を集めて行われていた公開番組。司会は宮尾たか志が務めていた。
番組は、出場歌手たちが歌を披露する「歌の祭曲」を中心に進行。このほか、先着500人の来場者に番号札を配っておき、出場歌手がスイッチを入れて電光板に表示された番号の持ち主に賞品を贈る「ラッキープレゼント」という企画も行っていた。その際に司会の宮尾が当選者に尋ねた生年月日と性別が一致していた視聴者も、当選者と同じ賞品を貰うことができた（住民票の写しをテレビ局に送付する必要あり）。
正式名称は『ラッキー・プレゼントショー 歌の祭典』であるが、新聞のテレビ欄においては表題通りの表記が用いられている。またタイトルは同じであるが、後にNHK総合テレビで放送された『歌の祭典』との関連性は特に無い。